# Guillaume l'Anglais
Guillaume l'Anglais (en latin Guillelmus Anglicus) est un médecin anglais du XIIIe siècle établi à Marseille. Il est principalement connu par son traité médico-astrologique De urina non visa. L'auteur y conseille l'emploi de l’horoscope du patient pour en déduire son état de santé si on n'a pas accès à son urine, comme il le fallait normalement, afin de procéder au diagnostic et au pronostic. On sait que cet ouvrage était toujours consulté à l'université de Bologne en 1405.

## Œuvres
- Astrologia[3]
- Judicium de urina non visa (1219)[3]
  - (fr + la) Guillaume l'Anglais et Laurence Moulinier-Brogi (éd. et trad.), Guillaume l’Anglais, le frondeur de l’uroscopie médiévale (XIIIe siècle) (édition commentée et traduction du De urina non visa), Genève, Droz, coll. « Hautes études médiévales et modernes » (no 101), 2011, 290 p. (ISBN 978-2-600-01363-5 et 2-600-01363-6).
- Tabula de stellis fixis[3]
- Tractatus de meteoris (vers 1230)[3]

Selon José María Millás Vallicrosa, Guillaume l'Anglais a écrit en 1231 un traité sur la saphea.